# Campionato asiatico di flag football 2015
Il campionato asiatico di flag football 2015 (in lingua inglese 2015 IFAF Asia Flag Football Championship), noto anche come Vietnam 2015 in quanto disputato in tale Stato, è la prima edizione del campionato asiatico di flag football per squadre nazionali maggiori organizzato dalla IFAF Asia.
Ha avuto inizio il 25 aprile 2015, e si è concluso il giorno successivo a Hồ Chí Minh (Vietnam).

## Stadi
Distribuzione degli stadi del campionato asiatico di flag football 2015
| Hồ Chí Minh            |
| ---------------------- |
| RMIT Sports Field      |
| 10°43′46″N 106°41′46″E |
| Capacità:              |
| Altitudine: m.s.l.m.   |
|                        |

## Squadre partecipanti
| Pr. | Squadra             | Data di qualificazione | Qualificata in quanto | Ultima partecipazione |
| --- | ------------------- | ---------------------- | --------------------- | --------------------- |
| 1   | Thailandia          |                        |                       |                       |
| 2   | Giappone            |                        |                       |                       |
| 3   | Corea del Sud       |                        |                       |                       |
| 4   | Filippine           |                        |                       |                       |
| 5   | Malaysia            |                        |                       |                       |
| 6   | Kuwait              |                        |                       |                       |
| 7   | Arabia Saudita      |                        |                       |                       |
| 8   | RMIT Vietnam Wolves |                        |                       |                       |

## Risultati

### Fase a gironi

#### Classifiche

##### Girone A
| Squadra             | G | V | N | S | PF  | PS  | DP   |
| ------------------- | - | - | - | - | --- | --- | ---- |
| Filippine           | 3 | 3 | 0 | 0 | 101 | 19  | +82  |
| Corea del Sud       | 3 | 2 | 0 | 1 | 95  | 57  | +38  |
| Malaysia            | 3 | 0 | 1 | 2 | 65  | 81  | -16  |
| RMIT Vietnam Wolves | 3 | 0 | 1 | 2 | 46  | 150 | -104 |

##### Girone B
| Squadra        | G | V | N | S | PF  | PS  | DP   |
| -------------- | - | - | - | - | --- | --- | ---- |
| Giappone       | 3 | 3 | 0 | 0 | 113 | 64  | +49  |
| Thailandia     | 3 | 2 | 0 | 1 | 132 | 83  | +49  |
| Kuwait         | 3 | 1 | 0 | 2 | 93  | 84  | +9   |
| Arabia Saudita | 3 | 0 | 0 | 3 | 43  | 150 | -107 |

#### Turno 1
| Hồ Chí Minh 25 aprile 2015 | RMIT Vietnam Wolves | 0 – 46 | Filippine | RMIT Sports Field - Campo 1 |

| Hồ Chí Minh 25 aprile 2015 | Malaysia | 14 – 23 | Corea del Sud | RMIT Sports Field - Campo 2 |

#### Turno 2
| Hồ Chí Minh 25 aprile 2015 | Arabia Saudita | 18 – 38 | Kuwait | RMIT Sports Field - Campo 1 |

| Hồ Chí Minh 25 aprile 2015 | Giappone | 34 – 33 | Thailandia | RMIT Sports Field - Campo 2 |

#### Turno 3
| Hồ Chí Minh 25 aprile 2015 | RMIT Vietnam Wolves | 39 – 39 | Malaysia | RMIT Sports Field - Campo 1 |

| Hồ Chí Minh 25 aprile 2015 | Filippine | 36 – 7 | Corea del Sud | RMIT Sports Field - Campo 2 |

#### Turno 4
| Hồ Chí Minh 25 aprile 2015 | Arabia Saudita | 7 – 54 | Giappone | RMIT Sports Field - Campo 1 |

| Hồ Chí Minh 25 aprile 2015 | Kuwait | 31 – 41 | Thailandia | RMIT Sports Field - Campo 2 |

#### Turno 5
| Hồ Chí Minh 25 aprile 2015 | RMIT Vietnam Wolves | 7 – 65 | Corea del Sud | RMIT Sports Field - Campo 1 |

| Hồ Chí Minh 25 aprile 2015 | Filippine | 19 – 12 | Malaysia | RMIT Sports Field - Campo 2 |

#### Turno 6
| Hồ Chí Minh 25 aprile 2015 | Arabia Saudita | 18 – 58 | Thailandia | RMIT Sports Field - Campo 1 |

| Hồ Chí Minh 25 aprile 2015 | Kuwait | 24 – 25 | Giappone | RMIT Sports Field - Campo 2 |

### Playoff

#### Round robin 5º-8º posto

##### Turno 1
| Hồ Chí Minh 26 aprile 2015 | RMIT Vietnam Wolves | 12 – 48 | Kuwait | RMIT Sports Field - Campo 1 |

| Hồ Chí Minh 26 aprile 2015 | Arabia Saudita | 26 – 41 | Malaysia | RMIT Sports Field - Campo 2 |

##### Turno 2
| Hồ Chí Minh 26 aprile 2015 | RMIT Vietnam Wolves | 6 – 47 | Arabia Saudita | RMIT Sports Field - Campo 1 |

| Hồ Chí Minh 26 aprile 2015 | Kuwait | 29 – 25 | Malaysia | RMIT Sports Field - Campo 2 |

#### Semifinali e finali

##### Tabellone
|  | Semifinali    | Semifinali    | Semifinali |            |          | Finale             | Finale             | Finale             |  |
|  |               |               |            |            |          |                    |                    |                    |  |
|  | Giappone      | Giappone      | 39         |            |          |                    |                    |                    |  |
|  | Giappone      | Giappone      | 39         |            |          |                    |                    |                    |  |
|  | Corea del Sud | Corea del Sud | 12         |            |          |                    |                    |                    |  |
|  | Corea del Sud | Corea del Sud | 12         |            | Giappone | Giappone           | 20                 |                    |  |
|  |               |               |            |            | Giappone | Giappone           | 20                 |                    |  |
|  |               |               | Thailandia | Thailandia | 27       |                    |                    |                    |  |
|  | Thailandia    | Thailandia    | Thailandia | Thailandia | 27       | 48                 |                    |                    |  |
|  | Thailandia    | Thailandia    |            |            |          | 48                 |                    |                    |  |
|  | Filippine     | Filippine     | 20         |            |          | Finale 3º-4º posto | Finale 3º-4º posto | Finale 3º-4º posto |  |
|  | Filippine     | Filippine     | 20         |            |          |                    |                    |                    |  |
|  |               |               |            |            |          |                    |                    |                    |  |
|  |               |               |            |            |          | Corea del Sud      | Corea del Sud      | 22                 |  |
|  |               |               |            |            |          | Corea del Sud      | Corea del Sud      | 22                 |  |
|  |               |               |            |            |          | Filippine          | Filippine          | 19                 |  |

##### Semifinali
| Hồ Chí Minh 26 aprile 2015 | Giappone | 39 – 12 | Corea del Sud | RMIT Sports Field - Campo 1 |

| Hồ Chí Minh 26 aprile 2015 | Thailandia | 48 – 20 | Filippine | RMIT Sports Field - Campo 2 |

##### Finale per il 3º posto
| Hồ Chí Minh 26 aprile 2015 | Filippine | 19 – 22 | Corea del Sud | RMIT Sports Field |

##### Finale
| Hồ Chí Minh 26 aprile 2015 | Giappone | 20 – 27 | Thailandia | RMIT Sports Field |

## Campione
| Campione d'Asia 2015 Thailandia (1º titolo) |

## Classifica finale
| Squadra             | G | V | N | S | PF  | PS  | DP   |
| ------------------- | - | - | - | - | --- | --- | ---- |
| Thailandia          | 5 | 4 | 0 | 1 | 207 | 123 | +84  |
| Giappone            | 5 | 4 | 0 | 1 | 172 | 103 | +69  |
| Corea del Sud       | 5 | 3 | 0 | 2 | 129 | 115 | +14  |
| Filippine           | 5 | 3 | 0 | 2 | 140 | 89  | +51  |
| Kuwait              | 5 | 3 | 0 | 2 | 170 | 121 | +49  |
| Malaysia            | 5 | 1 | 1 | 3 | 131 | 136 | -5   |
| Arabia Saudita      | 5 | 1 | 0 | 4 | 116 | 197 | -81  |
| RMIT Vietnam Wolves | 5 | 0 | 1 | 4 | 64  | 245 | -181 |